# Karl Lilia Ritter von Westegg
Karl Lilia Ritter von Westegg (* 20. Juni 1804/1806 in Wien; † 12. Juli 1881 in Baden, Niederösterreich, Österreich-Ungarn) war ein k. k. Feldmarschallleutnant und k. k. wirklich geheimer Rat.

## Leben und Wirken
Lilia war der Sohn des in Mannheim geborenen Joseph Lilia, Stabsarzt im k. k. Herzoglichen Schützen Coburg Ulanenregiment Nr. 1, und der Antonia Schmidinger. Nach dem Tod von Karl Lilias Mutter heiratete sein Vater 1819 in Saaz (Böhmen) Katharina Schöffl, aus dieser Ehe stammte eine Tochter. 
Lilia trat 1818 als Gemeiner beim Feldjägerbaon. 6 ein, bei dem er 1822 zum Lt. vorrückte; 1828 zum IR. 21 transferiert, wurde Lilia bei diesem Rgt. 1829 Oblt., 1844 Mjr.
Als solcher nahm er 1848 am Feldzug in der Lombardei teil, wobei er sich besonders bei den Kämpfen in Mailand und in der Schlacht bei Curtatone auszeichnete. Am 1. Dezember 1848 wurde Lilia in Anerkennung seiner hervorragenden Leistungen außertourlich zum Obst. und Kmdt. des IR. 30 ernannt. Kurz darauf übernahm er das Kommando des IR. 42, das er bis zu seiner Ernennung zum Generalmajor und Brigadier in Mailand am 4. Juni 1850 führte.
1852 wurde Lilia Ritter des kaiserlich österreichischen Leopold-Ordens in den Ritterstand mit dem Prädicate „von Westegg“ erhoben.
1857 zum FML befördert und als Divisionär in Verona eingeteilt, machte Lilia 1859 den Feldzug in Italien mit. Nach dessen Abschluss trat er Ende August 1859 i. R., wurde jedoch am 16. Juli 1861 wieder aktiviert und als Festungskommandant in Komorn angestellt. In dieser Verwendung verblieb Lilia Ritter von Westegg bis zu seiner endgültigen Pensionierung 1866. Er war ab 21. Juni 1862 2. Inhaber des IR. 31, ab 10. Dezember 1865 Geheimer Rat.

## Privates
Karl Lilia Ritter von Westegg heiratete 1861 in Mödling die aus Mailand stammende Louise Monti, hier wird sein Geburtsjahr 1806 angegeben.